# Neonerita haematosticta
Neonerita haematosticta là một loài bướm đêm thuộc phân họ Arctiinae, họ Erebidae.